# Ражин, Михаил Владимирович
Михаил Владимирович Ражин (род. 29 сентября 1984 ,Москва) — российский спортсмен, член сборной команды (с 2001 года), олимпийской сборной команды России по шорт-треку на Олимпиаде в Турине. Бронзовый призёр чемпионата Европы на дистанции 500 метров (2005, Турин).
Выступал за Москву, клуб ЭШВСМ «Москвич». Первый тренер — Петров Ю. Е., затем команда А. Минцев и Ю. Петров.
Родился и живёт в Москве.
Обучался в Коломенском государственном пединстиуте и Московском университете потребкооперации.